# Anthyllis barba-jovis
La barba di Giove (Anthyllis barba-jovis L.) è una pianta perenne appartenente alla famiglia delle Fabacee.

## Descrizione

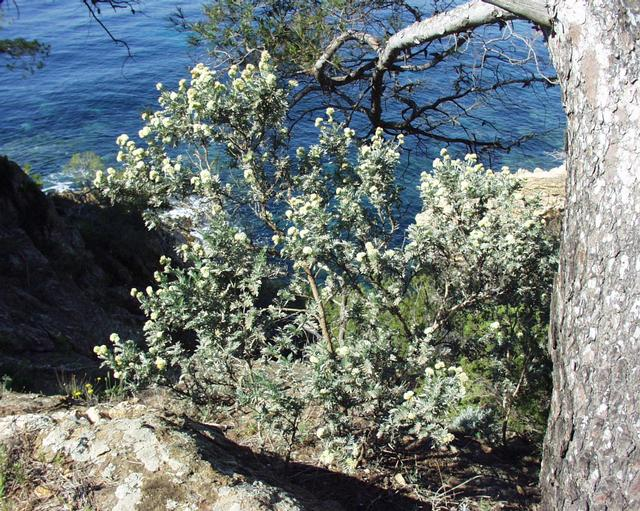
Anthyllis barba jovis

Tra le molte specie di Anthyllis, la barba di Giove è una delle poche a svilupparsi come arbusto, alto sino a 2,5 m; è una pianta perenne, non spinosa, con fusti eretti e rami fortemente legnosi.
Le foglie, imparipennate, presentano rachide setoso con peli bianchi molto cortio; la parte dorsale è verde, mentre quella ventrale ha una colorazione argentea.
I fiori, di color giallo crema, sono ermafroditi e sono raggruppati in capolini terminali all'estremità dei rami. La fioritura avviene da aprile a maggio.
Il frutto è un piccolo legume con un solo seme al suo interno.

## Biologia
Si riprduce per impollinazione entomogama ad opera di insetti vespoidei.

## Distribuzione e habitat
Anthyllis barba-jovis è presente nella parte occidentale del bacino del Mediterraneo (Algeria, Tunisia, Spagna, Francia, Italia ed ex-Jugoslavia).
In Italia, anche se specie rara, si trova sparsa lungo tutto il litorale tirrenico, in Sicilia, Sardegna. Sul versante adriatico è presente solo in Puglia (Gargano e isole Tremiti).
Cresce nelle zone costiere in prossimità di rupi marittime nella terra arida, con altitudine da 0 a 300 metri.

## Usi
È considerata principalmente una pianta da giardinaggio senza particolari proprietà; in passato veniva usata come cicatrizzante sulle ferite.